# Juan de Ancheta
Juan de Ancheta, aussi écrit Juan de Anchieta, est un sculpteur espagnol maniériste à la manière romaine, né à Azpeitia, Guipuscoa, en 1540, et mort à Pampelune le 30 novembre 1588.
Ses sculptures en bois et en albâtre ont influencé les sculpteurs du Pays basque, de Navarre, de Burgos, de La Rioja et d'Aragon. Son nom est fréquemment confondu avec celui du musicien Juan de Anchieta.

## Vie et œuvre
On pense qu'il a été formé en Italie, car son style démontre des influences d'importants enseignants italiens. Mais il n'y a pas une documentation qui soutienne un tel séjour. Vers 1565 Ancheta se trouvait à Valladolid, mais peu ensuite devait être à Briviesca, probablement pour aider Gaspard Becerra  dans un retable pour l'église du couvent Santa Clara. Le style d'Ancheta nous montre l'influence du maniérisme de Becerra, enrichi avec le classicisme de la sculpture qui se faisait à Rome.
Ancheta avait probablement travaillé avec Becerra vers 1558, dans un retable de la Cathédrale Sainte-Marie d'Astorga. Il a continué à travailler dans le secteur de Valladolid et de Burgos, et il a été nommé par Juan de Juni dans son testament comme l'unique sculpteur capable de terminer son retable à Santa María de Mediavilla, à Medina de Rioseco. Finalement, ce retable sera terminé par un autre artiste, Esteban Jordán.
En 1571 il a terminé les figures du retable de la voûte des archanges San Miguel, Gabriel et Rafaël de la cathédrale de Saragosse, dont la construction a été demandée par le financier judeoconverso renommé Gabriel Zaporta,.
Vers 1575-78 Ancheta a travaillé dans la voûte des Trinitaires de la cathédrale de Jaca une figure de Dieu le Père s'inspire directement du Moïse de Michel-Ange.

## Sources
- (es) Cet article est partiellement ou en totalité issu de l’article de Wikipédia en espagnol intitulé « Juan de Ancheta » (voir la liste des auteurs).